# Tapirus
Tapirus J. E. Gray, 1821 è l'unico genere oggi esistente dell'omonima famiglia di mammiferi (i Tapiridi) appartenente all'ordine dei Perissodattili (gli ungulati a dita dispari). Comprende solamente quattro specie, ma in passato esso era molto più vario di quanto non sia oggi. I tapiri sono animali caratterizzati dalla corporatura robusta e da una corta proboscide che vivono principalmente nel fitto delle foreste tropicali, nutrendosi di sostanze vegetali per lo più morbide. Appartengono ad un genere molto antico ed erano già presenti nel Miocene medio, 14 milioni di anni fa. Oggi sono diffusi in America meridionale (tapiro sudamericano e dei monti), in America centrale (tapiro di Baird) e nel Sud-est asiatico (tapiro dalla gualdrappa).

## Descrizione

### Aspetto

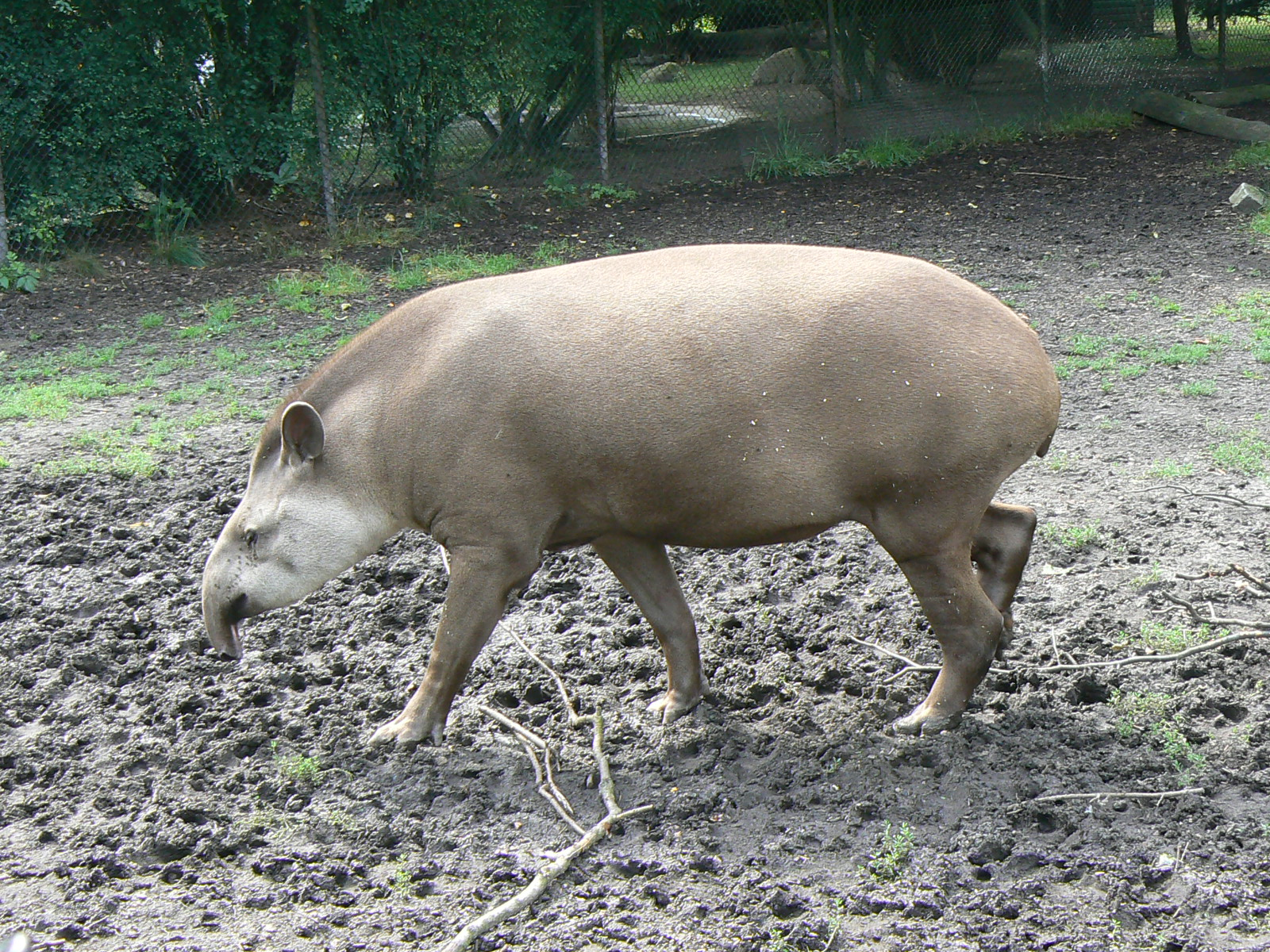
Tapiro sudamericano.

Anche se nell'aspetto ricordano lontanamente i maiali, i tapiri hanno come parenti più stretti i cavalli e i rinoceronti. A seconda della specie, la lunghezza testa-tronco varia da 180 a 250 cm, la coda, costituita da un breve moncone, misura da 5 a 10 cm e l'altezza al garrese da 75 a 120 cm. Gli esemplari adulti pesano da 225 a oltre 300 kg. Oggi la specie di maggiori dimensioni è il tapiro dalla gualdrappa (Tapirus indicus), ma una specie fossile, Tapirus augustus, talvolta classificato nel genere a parte Megatapirus, era più grande del 25% rispetto a quest'ultimo. D'altra parte, esistevano anche specie molto piccole, come Tapirus polkensis, che pesava solamente 110-140 kg.
Il corpo tondeggiante e tozzo di questi animali è affusolato nella parte anteriore e arrotondato in quella posteriore, il che rende loro più facile muoversi attraverso le fitte foreste. Le specie americane hanno un manto di colore grigio-brunastro, mentre il tapiro dalla gualdrappa del Sud-est asiatico è caratterizzato da una vistosa colorazione bianca e nera. La testa sembra relativamente piccola rispetto al corpo. Gli occhi sono piccoli, le orecchie ovali ed erette sono molto mobili e in alcune specie sono bianche all'estremità. La caratteristica principale di questi animali, però, è la proboscide, formata dall'unione tra il labbro superiore e il naso. Le zampe sono relativamente corte e snelle; le anteriori mancano del primo dito, mentre il terzo è particolarmente robusto e sostiene il peso di tutto il corpo; il secondo e il quarto dito sono più deboli, il quinto è molto corto. Le zampe posteriori sono prive del primo e quinto dito, e il terzo è quello più lungo e robusto.

### Caratteristiche del cranio e della dentatura

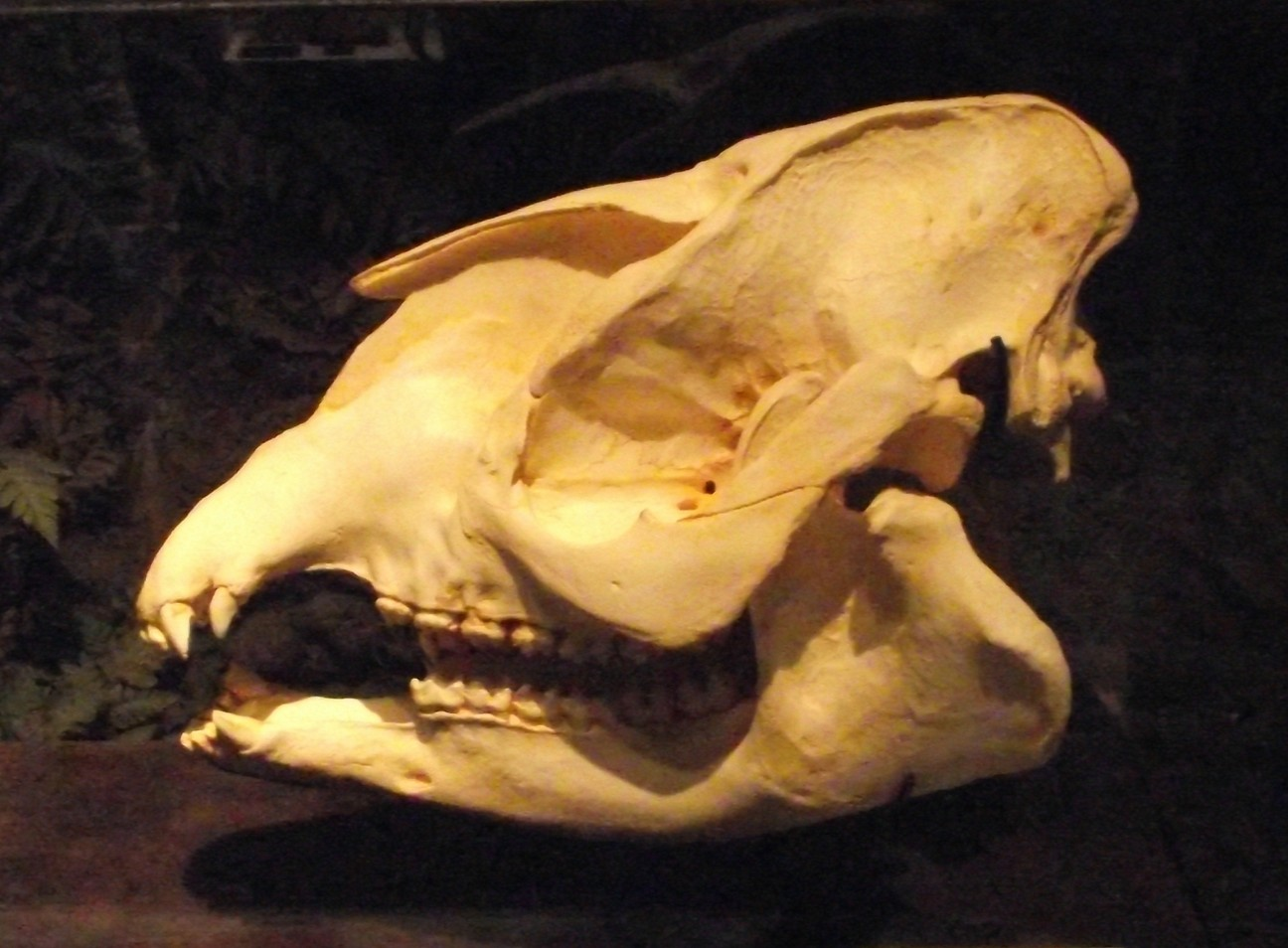
Cranio di un tapiro di Baird.

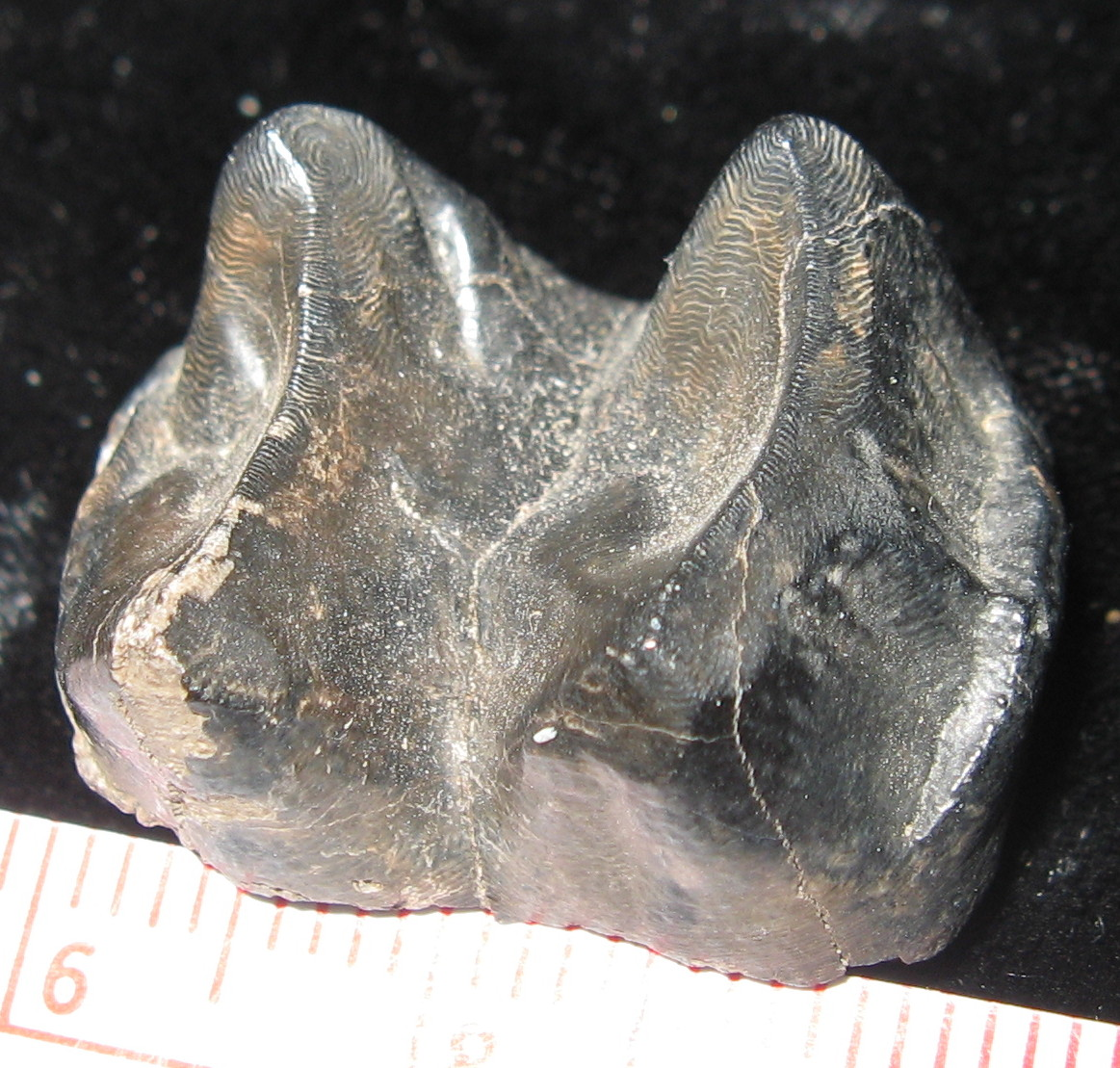
Il tipico molare di un tapiro con le due creste di smalto trasversali.

Il cranio dei tapiri è solitamente allungato e piatto. Caratteristica delle specie sudamericane è la cresta sagittale sulla sommità del cranio, formata dalle estremità interne delle ossa parietali. Tale particolarità è invece assente nel tapiro di Baird (Tapirus bairdii) e nel tapiro dalla gualdrappa, che invece presentano delle elevazioni ossee (creste parasagittali) su ciascun lato delle ossa parietali, più o meno a livello della scatola cranica, tra le quali si forma una stretta superficie piatta. L'osso occipitale è piuttosto corto e di forma rettangolare. L'osso nasale presenta un'inclinazione debole ed è piuttosto corto. Nei tapiri si trova in posizione molto arretrata, sopra la parte mediana dell'osso mascellare, ma non è collegato ad esso, in modo da creare uno spazio interno molto ampio. L'intera parte anteriore del muso è notevolmente ridotta: ciò è necessario per fare spazio all'elaborata muscolatura della proboscide.
I denti dei tapiri sono piccoli e simili a quelli dei primi mammiferi. Gli esemplari adulti hanno la formula dentaria seguente: {\displaystyle {\frac {3.1.4.3}{3.1.3(4).3}}}, per un totale di 42 o 44 denti. Gli incisivi sono piccoli e conici, ad eccezione del terzo incisivo superiore (I3), che è notevolmente ingrandito. Anche i canini hanno forma conica: quelli inferiori sono molto grandi, mentre quelli superiori sono notevolmente più piccoli. Pertanto, i canini inferiori e gli incisivi esterni superiori formano uno strumento efficace per mordere. I denti anteriori sono separati da quelli posteriori da un diastema. I premolari hanno una forma simile ai molari, quindi sono chiaramente molarizzati. Come in tutti i Perissodattili, i molari sono caratterizzati da due creste di smalto trasversali sulla superficie masticatoria (condizione bilofodonte). Inoltre, i denti sono a corona bassa e presentano relativamente poco cemento, quindi sono adatti a masticare solamente sostanze vegetali morbide. Le varie specie fossili di tapiro presentano tutti caratteristiche dentarie simili, sebbene differiscano tra loro nel grado di molarizzazione dei premolari.

### Proboscide

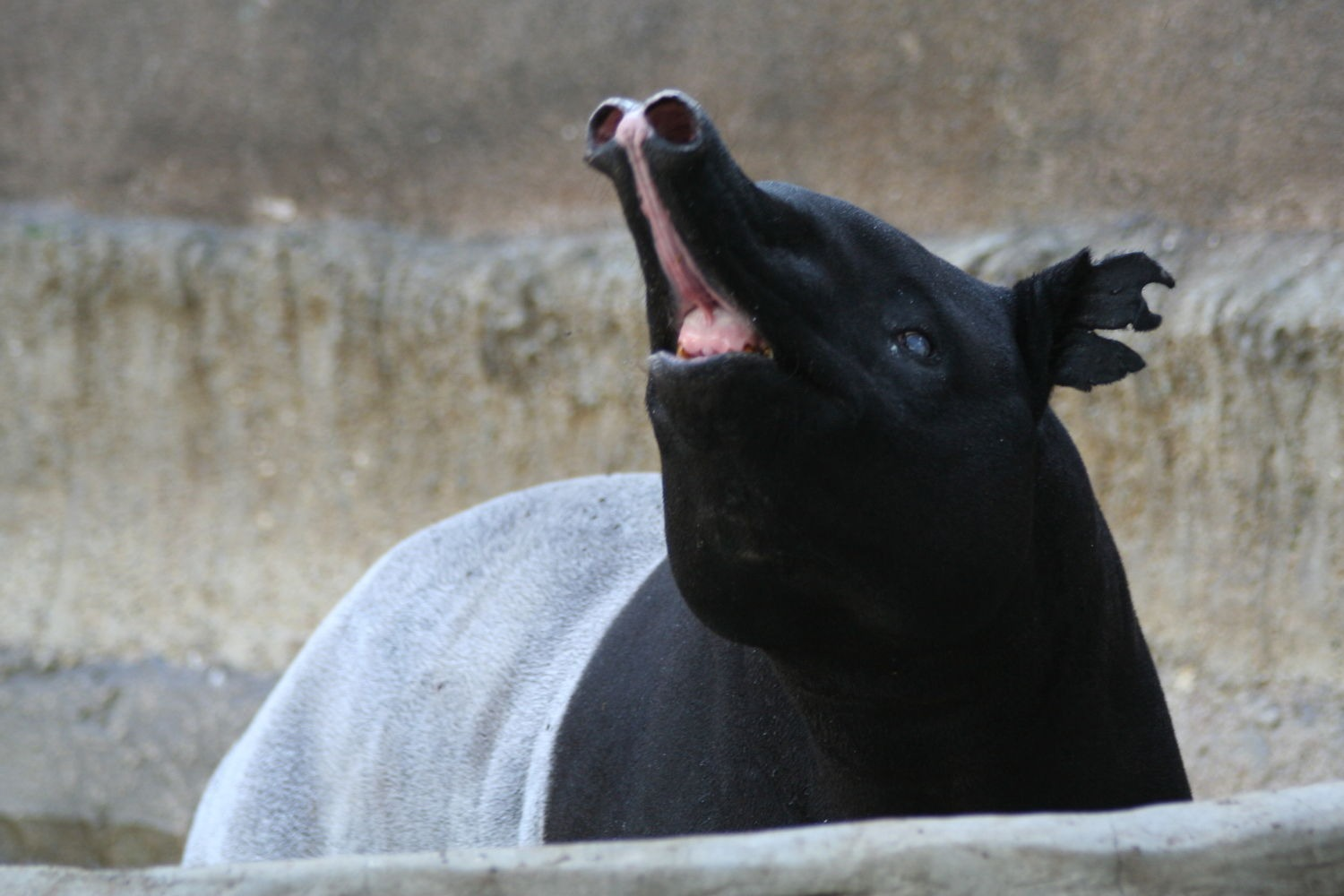
La proboscide chiaramente visibile in un tapiro dalla gualdrappa in atteggiamento di flehmen.

Il naso e il labbro superiore crescono insieme a formare una piccola proboscide che questi animali usano per localizzare e afferrare le foglie di cui si nutrono. Il tapiro dalla gualdrappa ha la proboscide più lunga, il tapiro sudamericano (Tapirus terrestris) la più corta. Dal momento che i tapiri fossili hanno una struttura cranica simile, è probabile che anch'essi fossero dotati di questa caratteristica. Come negli elefanti, la proboscide è un tubo composto interamente da muscoli con due narici continue, ma è significativamente più corta rispetto alla loro. Essa non ha un'impalcatura ossea, ma il punto dove si congiunge al cranio è stato rimodellato dall'evoluzione attraverso la riduzione delle dimensioni delle ossa facciali e si differenzia notevolmente da quello degli altri Perissodattili. L'elevata mobilità della proboscide è garantita da tre principali gruppi di muscoli, disposti longitudinalmente e trasversalmente o elicodailmente. Tra questi, diversi grandi muscoli facciali, come il muscolo elevatore del labbro superiore e il muscolo elevatore nasolabiale, hanno subito modifiche significative per consentire alla proboscide di muoversi liberamente. Diversamente da quanto è avvenuto negli elefanti, lo sviluppo della proboscide non ha portato ad ulteriori modificazioni del cranio o della dentatura. La breve lunghezza della proboscide dei tapiri non consente gli svariati utilizzi di quella degli elefanti, ma è pur sempre uno strumento utile per afferrare il cibo e portarselo alla bocca, nonché per annusare e respirare restando immersi nell'acqua, tutte azioni precluse ad altri mammiferi dotati di strutture simili a proboscide quali i suini, i toporagni elefante o le saiga.

### Organi interni
Come in tutti i Perissodattili, anche nei tapiri la fermentazione del cibo avviene nella parte posteriore dell'intestino, grazie alla partecipazione di numerosi microrganismi. Lo stomaco ha un'unica cavità ed è relativamente piccolo; l'intero tratto intestinale è lungo fino a 11 m, ma il cieco è piuttosto piccolo rispetto a quello degli altri Perissodattili. I reni contengono circa tre milioni di corpuscoli renali e pesano fino a 390 g; insieme, i due reni possono costituire lo 0,5% dell'intera massa corporea.

## Distribuzione e habitat
I tapiri oggi occupano un areale costituito da due parti del mondo notevolmente distanti tra loro: tre specie vivono nell'America centrale e meridionale, dove sono distribuite dal Messico meridionale al Brasile meridionale e all'Argentina settentrionale. La quarta specie, il tapiro dalla gualdrappa, vive nel Sud-est asiatico, dalla Birmania alla penisola malese e a Sumatra. Questo areale disgiunto è ciò che rimane di una diffusione originariamente molto più ampia. Nel Miocene e nel Pliocene i tapiri erano presenti in tutta la regione eurasiatica, ad eccezione del subcontinente indiano, e anche in gran parte dell'America settentrionale; l'America meridionale venne raggiunta solamente nel Pliocene medio in seguito alla formazione dell'istmo di Panama, durante il grande scambio americano. A causa di cambiamenti climatici che portarono a temperature più fredde e allo sviluppo di stagioni più delineate - nonché alla diffusione di paesaggi aperti nel periodo che va dal Miocene e dal Pliocene fino al Pleistocene - i tapiri scomparvero completamente dall'Europa, dall'Asia settentrionale e dall'America settentrionale.
I tapiri vivono nelle foreste, soprattutto nelle foreste pluviali tropicali, ma anche nelle foreste umide di montagna. Sono strettamente dipendenti dall'acqua e si incontrano dal livello del mare fino ad un'altitudine di 4500 m. Dal momento che i tapiri sono animali piuttosto conservatori, che hanno subito solamente lievi cambiamenti fisici nel corso del tempo, si presume che anche le specie fossili abbiano avuto preferenze ambientali simili.

## Biologia

### Comportamento territoriale

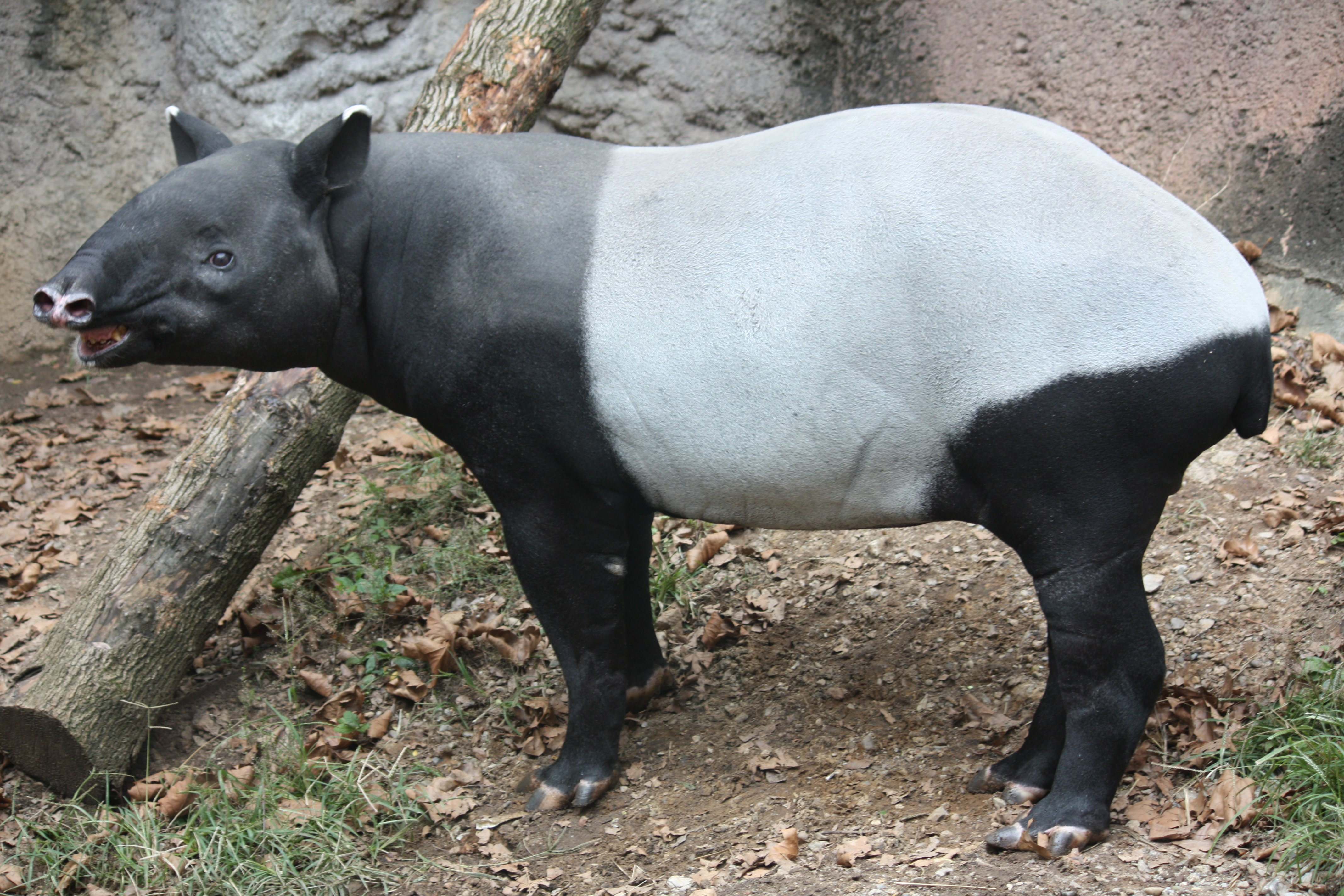
Il tapiro dalla gualdrappa è l'unica specie che vive nel Sud-est asiatico.

I tapiri sono solitari e territoriali; quando due esemplari si incontrano, spesso si comportano in modo molto aggressivo. Solo durante la stagione degli amori maschi e femmine trascorrono un breve periodo insieme. Ciascun territorio misura tra 1 e 8 km² di superficie e contiene punti diversi per dormire, mangiare e sguazzare; talvolta le femmine occupano territori più estesi. I confini e i sentieri più battuti vengono contrassegnati con feci e urina. I tapiri sono animali notturni: durante il giorno si ritirano nel fitto sottobosco, mentre di notte vanno in cerca di cibo, camminando con la proboscide rivolta a terra. Spesso rimangono in prossimità degli specchi d'acqua: possono nuotare e immergersi bene ed effettuano di frequente bagni di fango. In generale i tapiri sono animali molto timidi e cauti, che in caso di minaccia scappano in acqua o trovano scampo nella fuga; se necessario, tuttavia, sono in grado di difendersi con i denti. L'udito e l'olfatto sono ben sviluppati.

### Alimentazione
I tapiri sono creature vegetariane che si nutrono principalmente di sostanze morbide. Oltre alle foglie, consumano anche piante acquatiche, gemme, ramoscelli e frutti. Grazie alla loro lingua lunga, muscolosa e flessibile, possono raggiungere anche le foglie delle piante spinose. Sono note diverse centinaia di specie di piante che costituiscono la fonte di cibo di ogni singola specie di tapiro. Attraverso le loro feci, questi animali diffondono anche i semi delle piante durante i loro spostamenti e svolgono quindi un importante ruolo ecologico nelle foreste tropicali in cui vivono. Alcune specie di tapiro sono solite leccare regolarmente il sale che affiora dalla superficie del terreno per neutralizzare le sostanze velenose ingerite con i vegetali di cui si nutrono e per assumere sali minerali indispensabili all'equilibrio metabolico. I tapiri sono strettamente dipendenti dall'acqua e adattano il proprio fabbisogno idrico alle condizioni locali, assumendo pertanto una quantità di acqua maggiore nelle regioni più aride.

### Riproduzione

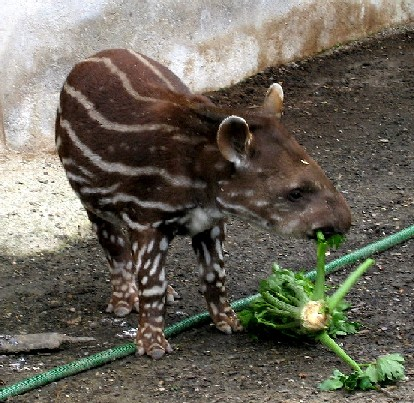
Cucciolo di tapiro sudamericano con il caratteristico manto screziato.

La gestazione dura da 13 a 14 mesi (390-410 giorni circa). Di regola nasce un unico cucciolo, raramente due. Appena nati i piccoli delle varie specie di tapiro si assomigliano tutti: hanno un manto di colore marrone scuro attraversato da strisce orizzontali di colore variabile dal marrone chiaro al bianco che possono essere più o meno suddivise in macchie e linee. Il piccolo trascorre la prima settimana di vita in un luogo protetto, dopodiché inizia a seguire la madre, che lo protegge da eventuali pericoli e, se necessario, lo difende dalle aggressioni.
Dopo alcune settimane il disegno del mantello dei giovani inizia a scomparire gradualmente, attraverso un processo che si completa in circa sei mesi. Ad un anno di età, il giovane tapiro assomiglia già ad un animale adulto. Più o meno nello stesso periodo, viene svezzato e scacciato dalla madre. La maturità sessuale viene raggiunta intorno ai tre o quattro anni di età. In natura, i tapiri vivono fino a circa 30 anni; l'esemplare in cattività più longevo di cui siamo a conoscenza è vissuto 35 anni.

### Nemici
Tra i nemici naturali dei tapiri figurano grandi felini come puma, giaguari, leopardi e tigri, ma anche orsi, cani selvatici (cuon) e coccodrilli. Generalmente i tapiri cercano scampo nella fuga, ma possono anche difendersi bene con i loro grandi canini. Il principale nemico dei tapiri, tuttavia, è l'uomo: le aggressioni dei tapiri ai danni dell'uomo avvengono molto raramente e solo nel caso questi animali vengano molestati.

## Tassonomia
Il genere Tapirus rappresenta un ramo all'interno della famiglia dei Tapiridi (Tapiridae) ed è strettamente imparentato con i generi estinti Tapiravus e Tapiriscus. Questi due generi vissero più o meno nello stesso periodo, ma in media erano quasi sempre più piccoli dei tapiri attuali; tuttavia, sono forme poco conosciute a causa della scarsità dei reperti fossili. I parenti più prossimi dei Tapiridi sono i rinoceronti. Le due linee evolutive si separarono nell'Eocene medio circa 47 milioni di anni fa. I Tapiridi sono considerati parte della superfamiglia Tapiroidea. Insieme alla superfamiglia dei rinoceronti, Rhinocerotoidea, formano il gruppo dei Ceratomorfi (Ceratomorpha), uno dei due sottordini che, assieme agli Ippomorfi (Hippomorpha), costituisce l'ordine dei Perissodattili (Perissodactyla). I cavalli si staccarono dalla linea evolutiva dei tapiri 56 milioni di anni fa. A loro volta, i Perissodattili vengono assegnati al superdine Laurasiatheria.
|  | Tapirus kabomani                                                         |
|  |                                                                          |
|  | \| \| Tapirus pinchaque \| \| \| \| \| \| Tapirus terrestris \| \| \| \| |
|  |                                                                          |
|  | Tapirus pinchaque                                                        |
|  |                                                                          |
|  | Tapirus terrestris                                                       |
|  |                                                                          |

|  | Tapirus pinchaque  |
|  |                    |
|  | Tapirus terrestris |
|  |                    |

|  | Tapirus kabomani                                                         |
|  |                                                                          |
|  | \| \| Tapirus pinchaque \| \| \| \| \| \| Tapirus terrestris \| \| \| \| |
|  |                                                                          |
|  | Tapirus pinchaque                                                        |
|  |                                                                          |
|  | Tapirus terrestris                                                       |
|  |                                                                          |

|  | Tapirus pinchaque  |
|  |                    |
|  | Tapirus terrestris |
|  |                    |

|  | Tapirus kabomani                                                         |
|  |                                                                          |
|  | \| \| Tapirus pinchaque \| \| \| \| \| \| Tapirus terrestris \| \| \| \| |
|  |                                                                          |
|  | Tapirus pinchaque                                                        |
|  |                                                                          |
|  | Tapirus terrestris                                                       |
|  |                                                                          |

|  | Tapirus pinchaque  |
|  |                    |
|  | Tapirus terrestris |
|  |                    |

|  | Tapirus kabomani                                                         |
|  |                                                                          |
|  | \| \| Tapirus pinchaque \| \| \| \| \| \| Tapirus terrestris \| \| \| \| |
|  |                                                                          |
|  | Tapirus pinchaque                                                        |
|  |                                                                          |
|  | Tapirus terrestris                                                       |
|  |                                                                          |

|  | Tapirus pinchaque  |
|  |                    |
|  | Tapirus terrestris |
|  |                    |

Oggi vi sono in tutto quattro specie di tapiro: il tapiro sudamericano (Tapirus terrestris) e il tapiro dei monti (Tapirus pinchaque) in America meridionale, il tapiro di Baird (Tapirus bairdii) in America centrale e il tapiro dalla gualdrappa (Tapirus indicus) nel Sud-est asiatico. Oltre a queste, alcuni studiosi riconoscono una terza specie sudamericana, denominata «tapiro pigmeo» (Tapirus kabomani), la cui esistenza non è universalmente accettata, dato che la maggior parte degli studiosi tende a considerarla una forma di tapiro sudamericano. Gli studi di genetica molecolare hanno rivelato che il tapiro dalla gualdrappa si è separato per primo dalla linea evolutiva comune dei tapiri 21-23 milioni di anni fa, seguito poco dopo, 19-20 milioni di anni fa, dal tapiro di Baird. La separazione delle specie sudamericane dal tapiro di Baird è avvenuta tra 3,1 e 3,5 milioni di anni fa, forse già in America meridionale, continente che la forma ancestrale che avrebbe dato origine a queste due specie raggiunse in seguito alla formazione del ponte di terra dell'istmo di Panama. La differenziazione tra le due specie sudamericane - il tapiro sudamericano e il tapiro dei monti - ha avuto luogo solamente nel Pleistocene medio, tra 288.000 e 652.000 anni fa. Insieme alle specie fossili vissute in America meridionale, queste due specie costituiscono un gruppo strettamente imparentato ben distinto dalle forme che vissero in America settentrionale e centrale. Al contrario, le relazioni evolutive dei tapiri eurasiatici non sono state ancora chiarite del tutto.
Di seguito, vengono elencate tutte le specie, attuali e fossili, appartenenti al genere Tapirus:
- Specie americane

|  | Tapirus bairdii                                                      |
|  |                                                                      |
|  | \| \| Tapirus haysii \| \| \| \| \| \| Tapirus veroensis \| \| \| \| |
|  |                                                                      |
|  | Tapirus haysii                                                       |
|  |                                                                      |
|  | Tapirus veroensis                                                    |
|  |                                                                      |

|  | Tapirus haysii    |
|  |                   |
|  | Tapirus veroensis |
|  |                   |

|  | Tapirus bairdii                                                      |
|  |                                                                      |
|  | \| \| Tapirus haysii \| \| \| \| \| \| Tapirus veroensis \| \| \| \| |
|  |                                                                      |
|  | Tapirus haysii                                                       |
|  |                                                                      |
|  | Tapirus veroensis                                                    |
|  |                                                                      |

|  | Tapirus haysii    |
|  |                   |
|  | Tapirus veroensis |
|  |                   |

|  | Tapirus bairdii                                                      |
|  |                                                                      |
|  | \| \| Tapirus haysii \| \| \| \| \| \| Tapirus veroensis \| \| \| \| |
|  |                                                                      |
|  | Tapirus haysii                                                       |
|  |                                                                      |
|  | Tapirus veroensis                                                    |
|  |                                                                      |

|  | Tapirus haysii    |
|  |                   |
|  | Tapirus veroensis |
|  |                   |

|  | Tapirus bairdii                                                      |
|  |                                                                      |
|  | \| \| Tapirus haysii \| \| \| \| \| \| Tapirus veroensis \| \| \| \| |
|  |                                                                      |
|  | Tapirus haysii                                                       |
|  |                                                                      |
|  | Tapirus veroensis                                                    |
|  |                                                                      |

|  | Tapirus haysii    |
|  |                   |
|  | Tapirus veroensis |
|  |                   |

|  | Tapirus rondoniensis |
|  |                      |
|  | Tapirus kabomani     |
|  |                      |

|  | Tapirus pinchaque                                                           |
|  |                                                                             |
|  | \| \| Tapirus terrestris \| \| \| \| \| \| Tapirus cristatellus \| \| \| \| |
|  |                                                                             |
|  | Tapirus terrestris                                                          |
|  |                                                                             |
|  | Tapirus cristatellus                                                        |
|  |                                                                             |

|  | Tapirus terrestris   |
|  |                      |
|  | Tapirus cristatellus |
|  |                      |

|  | Tapirus rondoniensis |
|  |                      |
|  | Tapirus kabomani     |
|  |                      |

|  | Tapirus pinchaque                                                           |
|  |                                                                             |
|  | \| \| Tapirus terrestris \| \| \| \| \| \| Tapirus cristatellus \| \| \| \| |
|  |                                                                             |
|  | Tapirus terrestris                                                          |
|  |                                                                             |
|  | Tapirus cristatellus                                                        |
|  |                                                                             |

|  | Tapirus terrestris   |
|  |                      |
|  | Tapirus cristatellus |
|  |                      |

|  | Tapirus rondoniensis |
|  |                      |
|  | Tapirus kabomani     |
|  |                      |

|  | Tapirus pinchaque                                                           |
|  |                                                                             |
|  | \| \| Tapirus terrestris \| \| \| \| \| \| Tapirus cristatellus \| \| \| \| |
|  |                                                                             |
|  | Tapirus terrestris                                                          |
|  |                                                                             |
|  | Tapirus cristatellus                                                        |
|  |                                                                             |

|  | Tapirus terrestris   |
|  |                      |
|  | Tapirus cristatellus |
|  |                      |

|  | Tapirus rondoniensis |
|  |                      |
|  | Tapirus kabomani     |
|  |                      |

|  | Tapirus pinchaque                                                           |
|  |                                                                             |
|  | \| \| Tapirus terrestris \| \| \| \| \| \| Tapirus cristatellus \| \| \| \| |
|  |                                                                             |
|  | Tapirus terrestris                                                          |
|  |                                                                             |
|  | Tapirus cristatellus                                                        |
|  |                                                                             |

|  | Tapirus terrestris   |
|  |                      |
|  | Tapirus cristatellus |
|  |                      |

|  | Tapirus bairdii                                                      |
|  |                                                                      |
|  | \| \| Tapirus haysii \| \| \| \| \| \| Tapirus veroensis \| \| \| \| |
|  |                                                                      |
|  | Tapirus haysii                                                       |
|  |                                                                      |
|  | Tapirus veroensis                                                    |
|  |                                                                      |

|  | Tapirus haysii    |
|  |                   |
|  | Tapirus veroensis |
|  |                   |

|  | Tapirus bairdii                                                      |
|  |                                                                      |
|  | \| \| Tapirus haysii \| \| \| \| \| \| Tapirus veroensis \| \| \| \| |
|  |                                                                      |
|  | Tapirus haysii                                                       |
|  |                                                                      |
|  | Tapirus veroensis                                                    |
|  |                                                                      |

|  | Tapirus haysii    |
|  |                   |
|  | Tapirus veroensis |
|  |                   |

|  | Tapirus bairdii                                                      |
|  |                                                                      |
|  | \| \| Tapirus haysii \| \| \| \| \| \| Tapirus veroensis \| \| \| \| |
|  |                                                                      |
|  | Tapirus haysii                                                       |
|  |                                                                      |
|  | Tapirus veroensis                                                    |
|  |                                                                      |

|  | Tapirus haysii    |
|  |                   |
|  | Tapirus veroensis |
|  |                   |

|  | Tapirus bairdii                                                      |
|  |                                                                      |
|  | \| \| Tapirus haysii \| \| \| \| \| \| Tapirus veroensis \| \| \| \| |
|  |                                                                      |
|  | Tapirus haysii                                                       |
|  |                                                                      |
|  | Tapirus veroensis                                                    |
|  |                                                                      |

|  | Tapirus haysii    |
|  |                   |
|  | Tapirus veroensis |
|  |                   |

|  | Tapirus rondoniensis |
|  |                      |
|  | Tapirus kabomani     |
|  |                      |

|  | Tapirus pinchaque                                                           |
|  |                                                                             |
|  | \| \| Tapirus terrestris \| \| \| \| \| \| Tapirus cristatellus \| \| \| \| |
|  |                                                                             |
|  | Tapirus terrestris                                                          |
|  |                                                                             |
|  | Tapirus cristatellus                                                        |
|  |                                                                             |

|  | Tapirus terrestris   |
|  |                      |
|  | Tapirus cristatellus |
|  |                      |

|  | Tapirus rondoniensis |
|  |                      |
|  | Tapirus kabomani     |
|  |                      |

|  | Tapirus pinchaque                                                           |
|  |                                                                             |
|  | \| \| Tapirus terrestris \| \| \| \| \| \| Tapirus cristatellus \| \| \| \| |
|  |                                                                             |
|  | Tapirus terrestris                                                          |
|  |                                                                             |
|  | Tapirus cristatellus                                                        |
|  |                                                                             |

|  | Tapirus terrestris   |
|  |                      |
|  | Tapirus cristatellus |
|  |                      |

|  | Tapirus rondoniensis |
|  |                      |
|  | Tapirus kabomani     |
|  |                      |

|  | Tapirus pinchaque                                                           |
|  |                                                                             |
|  | \| \| Tapirus terrestris \| \| \| \| \| \| Tapirus cristatellus \| \| \| \| |
|  |                                                                             |
|  | Tapirus terrestris                                                          |
|  |                                                                             |
|  | Tapirus cristatellus                                                        |
|  |                                                                             |

|  | Tapirus terrestris   |
|  |                      |
|  | Tapirus cristatellus |
|  |                      |

|  | Tapirus rondoniensis |
|  |                      |
|  | Tapirus kabomani     |
|  |                      |

|  | Tapirus pinchaque                                                           |
|  |                                                                             |
|  | \| \| Tapirus terrestris \| \| \| \| \| \| Tapirus cristatellus \| \| \| \| |
|  |                                                                             |
|  | Tapirus terrestris                                                          |
|  |                                                                             |
|  | Tapirus cristatellus                                                        |
|  |                                                                             |

|  | Tapirus terrestris   |
|  |                      |
|  | Tapirus cristatellus |
|  |                      |

|  | Tapirus bairdii                                                      |
|  |                                                                      |
|  | \| \| Tapirus haysii \| \| \| \| \| \| Tapirus veroensis \| \| \| \| |
|  |                                                                      |
|  | Tapirus haysii                                                       |
|  |                                                                      |
|  | Tapirus veroensis                                                    |
|  |                                                                      |

|  | Tapirus haysii    |
|  |                   |
|  | Tapirus veroensis |
|  |                   |

|  | Tapirus bairdii                                                      |
|  |                                                                      |
|  | \| \| Tapirus haysii \| \| \| \| \| \| Tapirus veroensis \| \| \| \| |
|  |                                                                      |
|  | Tapirus haysii                                                       |
|  |                                                                      |
|  | Tapirus veroensis                                                    |
|  |                                                                      |

|  | Tapirus haysii    |
|  |                   |
|  | Tapirus veroensis |
|  |                   |

|  | Tapirus bairdii                                                      |
|  |                                                                      |
|  | \| \| Tapirus haysii \| \| \| \| \| \| Tapirus veroensis \| \| \| \| |
|  |                                                                      |
|  | Tapirus haysii                                                       |
|  |                                                                      |
|  | Tapirus veroensis                                                    |
|  |                                                                      |

|  | Tapirus haysii    |
|  |                   |
|  | Tapirus veroensis |
|  |                   |

|  | Tapirus bairdii                                                      |
|  |                                                                      |
|  | \| \| Tapirus haysii \| \| \| \| \| \| Tapirus veroensis \| \| \| \| |
|  |                                                                      |
|  | Tapirus haysii                                                       |
|  |                                                                      |
|  | Tapirus veroensis                                                    |
|  |                                                                      |

|  | Tapirus haysii    |
|  |                   |
|  | Tapirus veroensis |
|  |                   |

|  | Tapirus rondoniensis |
|  |                      |
|  | Tapirus kabomani     |
|  |                      |

|  | Tapirus pinchaque                                                           |
|  |                                                                             |
|  | \| \| Tapirus terrestris \| \| \| \| \| \| Tapirus cristatellus \| \| \| \| |
|  |                                                                             |
|  | Tapirus terrestris                                                          |
|  |                                                                             |
|  | Tapirus cristatellus                                                        |
|  |                                                                             |

|  | Tapirus terrestris   |
|  |                      |
|  | Tapirus cristatellus |
|  |                      |

|  | Tapirus rondoniensis |
|  |                      |
|  | Tapirus kabomani     |
|  |                      |

|  | Tapirus pinchaque                                                           |
|  |                                                                             |
|  | \| \| Tapirus terrestris \| \| \| \| \| \| Tapirus cristatellus \| \| \| \| |
|  |                                                                             |
|  | Tapirus terrestris                                                          |
|  |                                                                             |
|  | Tapirus cristatellus                                                        |
|  |                                                                             |

|  | Tapirus terrestris   |
|  |                      |
|  | Tapirus cristatellus |
|  |                      |

|  | Tapirus rondoniensis |
|  |                      |
|  | Tapirus kabomani     |
|  |                      |

|  | Tapirus pinchaque                                                           |
|  |                                                                             |
|  | \| \| Tapirus terrestris \| \| \| \| \| \| Tapirus cristatellus \| \| \| \| |
|  |                                                                             |
|  | Tapirus terrestris                                                          |
|  |                                                                             |
|  | Tapirus cristatellus                                                        |
|  |                                                                             |

|  | Tapirus terrestris   |
|  |                      |
|  | Tapirus cristatellus |
|  |                      |

|  | Tapirus rondoniensis |
|  |                      |
|  | Tapirus kabomani     |
|  |                      |

|  | Tapirus pinchaque                                                           |
|  |                                                                             |
|  | \| \| Tapirus terrestris \| \| \| \| \| \| Tapirus cristatellus \| \| \| \| |
|  |                                                                             |
|  | Tapirus terrestris                                                          |
|  |                                                                             |
|  | Tapirus cristatellus                                                        |
|  |                                                                             |

|  | Tapirus terrestris   |
|  |                      |
|  | Tapirus cristatellus |
|  |                      |

|  | Tapirus bairdii                                                      |
|  |                                                                      |
|  | \| \| Tapirus haysii \| \| \| \| \| \| Tapirus veroensis \| \| \| \| |
|  |                                                                      |
|  | Tapirus haysii                                                       |
|  |                                                                      |
|  | Tapirus veroensis                                                    |
|  |                                                                      |

|  | Tapirus haysii    |
|  |                   |
|  | Tapirus veroensis |
|  |                   |

|  | Tapirus bairdii                                                      |
|  |                                                                      |
|  | \| \| Tapirus haysii \| \| \| \| \| \| Tapirus veroensis \| \| \| \| |
|  |                                                                      |
|  | Tapirus haysii                                                       |
|  |                                                                      |
|  | Tapirus veroensis                                                    |
|  |                                                                      |

|  | Tapirus haysii    |
|  |                   |
|  | Tapirus veroensis |
|  |                   |

|  | Tapirus bairdii                                                      |
|  |                                                                      |
|  | \| \| Tapirus haysii \| \| \| \| \| \| Tapirus veroensis \| \| \| \| |
|  |                                                                      |
|  | Tapirus haysii                                                       |
|  |                                                                      |
|  | Tapirus veroensis                                                    |
|  |                                                                      |

|  | Tapirus haysii    |
|  |                   |
|  | Tapirus veroensis |
|  |                   |

|  | Tapirus bairdii                                                      |
|  |                                                                      |
|  | \| \| Tapirus haysii \| \| \| \| \| \| Tapirus veroensis \| \| \| \| |
|  |                                                                      |
|  | Tapirus haysii                                                       |
|  |                                                                      |
|  | Tapirus veroensis                                                    |
|  |                                                                      |

|  | Tapirus haysii    |
|  |                   |
|  | Tapirus veroensis |
|  |                   |

|  | Tapirus rondoniensis |
|  |                      |
|  | Tapirus kabomani     |
|  |                      |

|  | Tapirus pinchaque                                                           |
|  |                                                                             |
|  | \| \| Tapirus terrestris \| \| \| \| \| \| Tapirus cristatellus \| \| \| \| |
|  |                                                                             |
|  | Tapirus terrestris                                                          |
|  |                                                                             |
|  | Tapirus cristatellus                                                        |
|  |                                                                             |

|  | Tapirus terrestris   |
|  |                      |
|  | Tapirus cristatellus |
|  |                      |

|  | Tapirus rondoniensis |
|  |                      |
|  | Tapirus kabomani     |
|  |                      |

|  | Tapirus pinchaque                                                           |
|  |                                                                             |
|  | \| \| Tapirus terrestris \| \| \| \| \| \| Tapirus cristatellus \| \| \| \| |
|  |                                                                             |
|  | Tapirus terrestris                                                          |
|  |                                                                             |
|  | Tapirus cristatellus                                                        |
|  |                                                                             |

|  | Tapirus terrestris   |
|  |                      |
|  | Tapirus cristatellus |
|  |                      |

|  | Tapirus rondoniensis |
|  |                      |
|  | Tapirus kabomani     |
|  |                      |

|  | Tapirus pinchaque                                                           |
|  |                                                                             |
|  | \| \| Tapirus terrestris \| \| \| \| \| \| Tapirus cristatellus \| \| \| \| |
|  |                                                                             |
|  | Tapirus terrestris                                                          |
|  |                                                                             |
|  | Tapirus cristatellus                                                        |
|  |                                                                             |

|  | Tapirus terrestris   |
|  |                      |
|  | Tapirus cristatellus |
|  |                      |

|  | Tapirus rondoniensis |
|  |                      |
|  | Tapirus kabomani     |
|  |                      |

|  | Tapirus pinchaque                                                           |
|  |                                                                             |
|  | \| \| Tapirus terrestris \| \| \| \| \| \| Tapirus cristatellus \| \| \| \| |
|  |                                                                             |
|  | Tapirus terrestris                                                          |
|  |                                                                             |
|  | Tapirus cristatellus                                                        |
|  |                                                                             |

|  | Tapirus terrestris   |
|  |                      |
|  | Tapirus cristatellus |
|  |                      |

|  | Tapirus bairdii                                                      |
|  |                                                                      |
|  | \| \| Tapirus haysii \| \| \| \| \| \| Tapirus veroensis \| \| \| \| |
|  |                                                                      |
|  | Tapirus haysii                                                       |
|  |                                                                      |
|  | Tapirus veroensis                                                    |
|  |                                                                      |

|  | Tapirus haysii    |
|  |                   |
|  | Tapirus veroensis |
|  |                   |

|  | Tapirus bairdii                                                      |
|  |                                                                      |
|  | \| \| Tapirus haysii \| \| \| \| \| \| Tapirus veroensis \| \| \| \| |
|  |                                                                      |
|  | Tapirus haysii                                                       |
|  |                                                                      |
|  | Tapirus veroensis                                                    |
|  |                                                                      |

|  | Tapirus haysii    |
|  |                   |
|  | Tapirus veroensis |
|  |                   |

|  | Tapirus bairdii                                                      |
|  |                                                                      |
|  | \| \| Tapirus haysii \| \| \| \| \| \| Tapirus veroensis \| \| \| \| |
|  |                                                                      |
|  | Tapirus haysii                                                       |
|  |                                                                      |
|  | Tapirus veroensis                                                    |
|  |                                                                      |

|  | Tapirus haysii    |
|  |                   |
|  | Tapirus veroensis |
|  |                   |

|  | Tapirus bairdii                                                      |
|  |                                                                      |
|  | \| \| Tapirus haysii \| \| \| \| \| \| Tapirus veroensis \| \| \| \| |
|  |                                                                      |
|  | Tapirus haysii                                                       |
|  |                                                                      |
|  | Tapirus veroensis                                                    |
|  |                                                                      |

|  | Tapirus haysii    |
|  |                   |
|  | Tapirus veroensis |
|  |                   |

|  | Tapirus rondoniensis |
|  |                      |
|  | Tapirus kabomani     |
|  |                      |

|  | Tapirus pinchaque                                                           |
|  |                                                                             |
|  | \| \| Tapirus terrestris \| \| \| \| \| \| Tapirus cristatellus \| \| \| \| |
|  |                                                                             |
|  | Tapirus terrestris                                                          |
|  |                                                                             |
|  | Tapirus cristatellus                                                        |
|  |                                                                             |

|  | Tapirus terrestris   |
|  |                      |
|  | Tapirus cristatellus |
|  |                      |

|  | Tapirus rondoniensis |
|  |                      |
|  | Tapirus kabomani     |
|  |                      |

|  | Tapirus pinchaque                                                           |
|  |                                                                             |
|  | \| \| Tapirus terrestris \| \| \| \| \| \| Tapirus cristatellus \| \| \| \| |
|  |                                                                             |
|  | Tapirus terrestris                                                          |
|  |                                                                             |
|  | Tapirus cristatellus                                                        |
|  |                                                                             |

|  | Tapirus terrestris   |
|  |                      |
|  | Tapirus cristatellus |
|  |                      |

|  | Tapirus rondoniensis |
|  |                      |
|  | Tapirus kabomani     |
|  |                      |

|  | Tapirus pinchaque                                                           |
|  |                                                                             |
|  | \| \| Tapirus terrestris \| \| \| \| \| \| Tapirus cristatellus \| \| \| \| |
|  |                                                                             |
|  | Tapirus terrestris                                                          |
|  |                                                                             |
|  | Tapirus cristatellus                                                        |
|  |                                                                             |

|  | Tapirus terrestris   |
|  |                      |
|  | Tapirus cristatellus |
|  |                      |

|  | Tapirus rondoniensis |
|  |                      |
|  | Tapirus kabomani     |
|  |                      |

|  | Tapirus pinchaque                                                           |
|  |                                                                             |
|  | \| \| Tapirus terrestris \| \| \| \| \| \| Tapirus cristatellus \| \| \| \| |
|  |                                                                             |
|  | Tapirus terrestris                                                          |
|  |                                                                             |
|  | Tapirus cristatellus                                                        |
|  |                                                                             |

|  | Tapirus terrestris   |
|  |                      |
|  | Tapirus cristatellus |
|  |                      |

|  | Tapirus bairdii                                                      |
|  |                                                                      |
|  | \| \| Tapirus haysii \| \| \| \| \| \| Tapirus veroensis \| \| \| \| |
|  |                                                                      |
|  | Tapirus haysii                                                       |
|  |                                                                      |
|  | Tapirus veroensis                                                    |
|  |                                                                      |

|  | Tapirus haysii    |
|  |                   |
|  | Tapirus veroensis |
|  |                   |

|  | Tapirus bairdii                                                      |
|  |                                                                      |
|  | \| \| Tapirus haysii \| \| \| \| \| \| Tapirus veroensis \| \| \| \| |
|  |                                                                      |
|  | Tapirus haysii                                                       |
|  |                                                                      |
|  | Tapirus veroensis                                                    |
|  |                                                                      |

|  | Tapirus haysii    |
|  |                   |
|  | Tapirus veroensis |
|  |                   |

|  | Tapirus bairdii                                                      |
|  |                                                                      |
|  | \| \| Tapirus haysii \| \| \| \| \| \| Tapirus veroensis \| \| \| \| |
|  |                                                                      |
|  | Tapirus haysii                                                       |
|  |                                                                      |
|  | Tapirus veroensis                                                    |
|  |                                                                      |

|  | Tapirus haysii    |
|  |                   |
|  | Tapirus veroensis |
|  |                   |

|  | Tapirus bairdii                                                      |
|  |                                                                      |
|  | \| \| Tapirus haysii \| \| \| \| \| \| Tapirus veroensis \| \| \| \| |
|  |                                                                      |
|  | Tapirus haysii                                                       |
|  |                                                                      |
|  | Tapirus veroensis                                                    |
|  |                                                                      |

|  | Tapirus haysii    |
|  |                   |
|  | Tapirus veroensis |
|  |                   |

|  | Tapirus rondoniensis |
|  |                      |
|  | Tapirus kabomani     |
|  |                      |

|  | Tapirus pinchaque                                                           |
|  |                                                                             |
|  | \| \| Tapirus terrestris \| \| \| \| \| \| Tapirus cristatellus \| \| \| \| |
|  |                                                                             |
|  | Tapirus terrestris                                                          |
|  |                                                                             |
|  | Tapirus cristatellus                                                        |
|  |                                                                             |

|  | Tapirus terrestris   |
|  |                      |
|  | Tapirus cristatellus |
|  |                      |

|  | Tapirus rondoniensis |
|  |                      |
|  | Tapirus kabomani     |
|  |                      |

|  | Tapirus pinchaque                                                           |
|  |                                                                             |
|  | \| \| Tapirus terrestris \| \| \| \| \| \| Tapirus cristatellus \| \| \| \| |
|  |                                                                             |
|  | Tapirus terrestris                                                          |
|  |                                                                             |
|  | Tapirus cristatellus                                                        |
|  |                                                                             |

|  | Tapirus terrestris   |
|  |                      |
|  | Tapirus cristatellus |
|  |                      |

|  | Tapirus rondoniensis |
|  |                      |
|  | Tapirus kabomani     |
|  |                      |

|  | Tapirus pinchaque                                                           |
|  |                                                                             |
|  | \| \| Tapirus terrestris \| \| \| \| \| \| Tapirus cristatellus \| \| \| \| |
|  |                                                                             |
|  | Tapirus terrestris                                                          |
|  |                                                                             |
|  | Tapirus cristatellus                                                        |
|  |                                                                             |

|  | Tapirus terrestris   |
|  |                      |
|  | Tapirus cristatellus |
|  |                      |

|  | Tapirus rondoniensis |
|  |                      |
|  | Tapirus kabomani     |
|  |                      |

|  | Tapirus pinchaque                                                           |
|  |                                                                             |
|  | \| \| Tapirus terrestris \| \| \| \| \| \| Tapirus cristatellus \| \| \| \| |
|  |                                                                             |
|  | Tapirus terrestris                                                          |
|  |                                                                             |
|  | Tapirus cristatellus                                                        |
|  |                                                                             |

|  | Tapirus terrestris   |
|  |                      |
|  | Tapirus cristatellus |
|  |                      |

|  | Tapirus bairdii                                                      |
|  |                                                                      |
|  | \| \| Tapirus haysii \| \| \| \| \| \| Tapirus veroensis \| \| \| \| |
|  |                                                                      |
|  | Tapirus haysii                                                       |
|  |                                                                      |
|  | Tapirus veroensis                                                    |
|  |                                                                      |

|  | Tapirus haysii    |
|  |                   |
|  | Tapirus veroensis |
|  |                   |

|  | Tapirus bairdii                                                      |
|  |                                                                      |
|  | \| \| Tapirus haysii \| \| \| \| \| \| Tapirus veroensis \| \| \| \| |
|  |                                                                      |
|  | Tapirus haysii                                                       |
|  |                                                                      |
|  | Tapirus veroensis                                                    |
|  |                                                                      |

|  | Tapirus haysii    |
|  |                   |
|  | Tapirus veroensis |
|  |                   |

|  | Tapirus bairdii                                                      |
|  |                                                                      |
|  | \| \| Tapirus haysii \| \| \| \| \| \| Tapirus veroensis \| \| \| \| |
|  |                                                                      |
|  | Tapirus haysii                                                       |
|  |                                                                      |
|  | Tapirus veroensis                                                    |
|  |                                                                      |

|  | Tapirus haysii    |
|  |                   |
|  | Tapirus veroensis |
|  |                   |

|  | Tapirus bairdii                                                      |
|  |                                                                      |
|  | \| \| Tapirus haysii \| \| \| \| \| \| Tapirus veroensis \| \| \| \| |
|  |                                                                      |
|  | Tapirus haysii                                                       |
|  |                                                                      |
|  | Tapirus veroensis                                                    |
|  |                                                                      |

|  | Tapirus haysii    |
|  |                   |
|  | Tapirus veroensis |
|  |                   |

|  | Tapirus rondoniensis |
|  |                      |
|  | Tapirus kabomani     |
|  |                      |

|  | Tapirus pinchaque                                                           |
|  |                                                                             |
|  | \| \| Tapirus terrestris \| \| \| \| \| \| Tapirus cristatellus \| \| \| \| |
|  |                                                                             |
|  | Tapirus terrestris                                                          |
|  |                                                                             |
|  | Tapirus cristatellus                                                        |
|  |                                                                             |

|  | Tapirus terrestris   |
|  |                      |
|  | Tapirus cristatellus |
|  |                      |

|  | Tapirus rondoniensis |
|  |                      |
|  | Tapirus kabomani     |
|  |                      |

|  | Tapirus pinchaque                                                           |
|  |                                                                             |
|  | \| \| Tapirus terrestris \| \| \| \| \| \| Tapirus cristatellus \| \| \| \| |
|  |                                                                             |
|  | Tapirus terrestris                                                          |
|  |                                                                             |
|  | Tapirus cristatellus                                                        |
|  |                                                                             |

|  | Tapirus terrestris   |
|  |                      |
|  | Tapirus cristatellus |
|  |                      |

|  | Tapirus rondoniensis |
|  |                      |
|  | Tapirus kabomani     |
|  |                      |

|  | Tapirus pinchaque                                                           |
|  |                                                                             |
|  | \| \| Tapirus terrestris \| \| \| \| \| \| Tapirus cristatellus \| \| \| \| |
|  |                                                                             |
|  | Tapirus terrestris                                                          |
|  |                                                                             |
|  | Tapirus cristatellus                                                        |
|  |                                                                             |

|  | Tapirus terrestris   |
|  |                      |
|  | Tapirus cristatellus |
|  |                      |

|  | Tapirus rondoniensis |
|  |                      |
|  | Tapirus kabomani     |
|  |                      |

|  | Tapirus pinchaque                                                           |
|  |                                                                             |
|  | \| \| Tapirus terrestris \| \| \| \| \| \| Tapirus cristatellus \| \| \| \| |
|  |                                                                             |
|  | Tapirus terrestris                                                          |
|  |                                                                             |
|  | Tapirus cristatellus                                                        |
|  |                                                                             |

|  | Tapirus terrestris   |
|  |                      |
|  | Tapirus cristatellus |
|  |                      |

|  | Tapirus bairdii                                                      |
|  |                                                                      |
|  | \| \| Tapirus haysii \| \| \| \| \| \| Tapirus veroensis \| \| \| \| |
|  |                                                                      |
|  | Tapirus haysii                                                       |
|  |                                                                      |
|  | Tapirus veroensis                                                    |
|  |                                                                      |

|  | Tapirus haysii    |
|  |                   |
|  | Tapirus veroensis |
|  |                   |

|  | Tapirus bairdii                                                      |
|  |                                                                      |
|  | \| \| Tapirus haysii \| \| \| \| \| \| Tapirus veroensis \| \| \| \| |
|  |                                                                      |
|  | Tapirus haysii                                                       |
|  |                                                                      |
|  | Tapirus veroensis                                                    |
|  |                                                                      |

|  | Tapirus haysii    |
|  |                   |
|  | Tapirus veroensis |
|  |                   |

|  | Tapirus bairdii                                                      |
|  |                                                                      |
|  | \| \| Tapirus haysii \| \| \| \| \| \| Tapirus veroensis \| \| \| \| |
|  |                                                                      |
|  | Tapirus haysii                                                       |
|  |                                                                      |
|  | Tapirus veroensis                                                    |
|  |                                                                      |

|  | Tapirus haysii    |
|  |                   |
|  | Tapirus veroensis |
|  |                   |

|  | Tapirus bairdii                                                      |
|  |                                                                      |
|  | \| \| Tapirus haysii \| \| \| \| \| \| Tapirus veroensis \| \| \| \| |
|  |                                                                      |
|  | Tapirus haysii                                                       |
|  |                                                                      |
|  | Tapirus veroensis                                                    |
|  |                                                                      |

|  | Tapirus haysii    |
|  |                   |
|  | Tapirus veroensis |
|  |                   |

|  | Tapirus rondoniensis |
|  |                      |
|  | Tapirus kabomani     |
|  |                      |

|  | Tapirus pinchaque                                                           |
|  |                                                                             |
|  | \| \| Tapirus terrestris \| \| \| \| \| \| Tapirus cristatellus \| \| \| \| |
|  |                                                                             |
|  | Tapirus terrestris                                                          |
|  |                                                                             |
|  | Tapirus cristatellus                                                        |
|  |                                                                             |

|  | Tapirus terrestris   |
|  |                      |
|  | Tapirus cristatellus |
|  |                      |

|  | Tapirus rondoniensis |
|  |                      |
|  | Tapirus kabomani     |
|  |                      |

|  | Tapirus pinchaque                                                           |
|  |                                                                             |
|  | \| \| Tapirus terrestris \| \| \| \| \| \| Tapirus cristatellus \| \| \| \| |
|  |                                                                             |
|  | Tapirus terrestris                                                          |
|  |                                                                             |
|  | Tapirus cristatellus                                                        |
|  |                                                                             |

|  | Tapirus terrestris   |
|  |                      |
|  | Tapirus cristatellus |
|  |                      |

|  | Tapirus rondoniensis |
|  |                      |
|  | Tapirus kabomani     |
|  |                      |

|  | Tapirus pinchaque                                                           |
|  |                                                                             |
|  | \| \| Tapirus terrestris \| \| \| \| \| \| Tapirus cristatellus \| \| \| \| |
|  |                                                                             |
|  | Tapirus terrestris                                                          |
|  |                                                                             |
|  | Tapirus cristatellus                                                        |
|  |                                                                             |

|  | Tapirus terrestris   |
|  |                      |
|  | Tapirus cristatellus |
|  |                      |

|  | Tapirus rondoniensis |
|  |                      |
|  | Tapirus kabomani     |
|  |                      |

|  | Tapirus pinchaque                                                           |
|  |                                                                             |
|  | \| \| Tapirus terrestris \| \| \| \| \| \| Tapirus cristatellus \| \| \| \| |
|  |                                                                             |
|  | Tapirus terrestris                                                          |
|  |                                                                             |
|  | Tapirus cristatellus                                                        |
|  |                                                                             |

|  | Tapirus terrestris   |
|  |                      |
|  | Tapirus cristatellus |
|  |                      |

- Tapirus australis Carlos, 1928
- Tapirus bairdii (Gill, 1865)
- Tapirus californicus Merriam, 1913
- Tapirus cristatellus Winge, 1906
- Tapirus greslebini Rusconi, 1934
- Tapirus haysii Leidy, 1859
- Tapirus johnsoni Schultz, Martin e Corner, 1975
- Tapirus kabomani Cozzuol, Clozato, Holanda, Rodrigues, Nienow, de Thoisy, Redondo e Santos, 2013
- Tapirus lundeliusi Hulbert, 2010
- Tapirus merriami Frick, 1921
- Tapirus mesopotamicus Ferrego e Noriega, 2007
- Tapirus oliverasi Ubilla, 1983
- Tapirus pinchaque (Roulin, 1829)
- Tapirus polkensis Olsen, 1960
- Tapirus rioplatensis Cattoi, 1957
- Tapirus rondoniensis Holanda, Ferigolo e Ribeiro, 2011
- Tapirus simpsoni Schultz, Martin e Corner, 1975
- Tapirus tarijensis Ameghino, 1902
- Tapirus terrestris (Linnaeus, 1758)
- Tapirus veroensis Sellards, 1918
- Tapirus webbi Hulbert, 2005

- Specie eurasiatiche

- Tapirus antiquus Kaup, 1833
- Tapirus arvernensis (comprende T. elegans, T. hungaricus, T. minor e T. vialetti) Croizet e Jobert, 1828
- Tapirus augustus Matthew e Granger, 1923
- Tapirus balkanicus Spassov e Ginsburg, 1999
- Tapirus hezhengensis Deng, He e Chen, 2008
- Tapirus jeanpiveteaui Beouf, 1991
- Tapirus indicus Desmarest, 1819
- Tapirus peii Li, 1979
- Tapirus priscus Kaup, 1833
- Tapirus sanyuanensis Huang, 1991
- Tapirus sinensis Owen, 1870
- Tapirus telleri Hofmann, 1893
- Tapirus yunnanensis Shi, Guan, Pan e Tang, 1981

Inoltre, i tassonomi hanno assegnato tutte e quattro le specie attuali e alcune specie fossili a propri sottogeneri. Tuttavia, la suddivisione in sottogeneri non è universalmente accettata dagli studiosi, in quanto, secondo alcuni esperti, complicherebbe soltanto la tassonomia del genere:
- Sottogeneri

- Acrocodia (tapiro dalla gualdrappa e tapiri eurasiatici)
- Helicotapirus (T. haysii, T. lundeliusi e T. veroensis)
- Megatapirus (T. augustus)
- Pinchacus (tapiro dei monti)
- Tapirella (tapiro di Baird)
- Tapirus (tapiro sudamericano)

## Evoluzione

### Origini

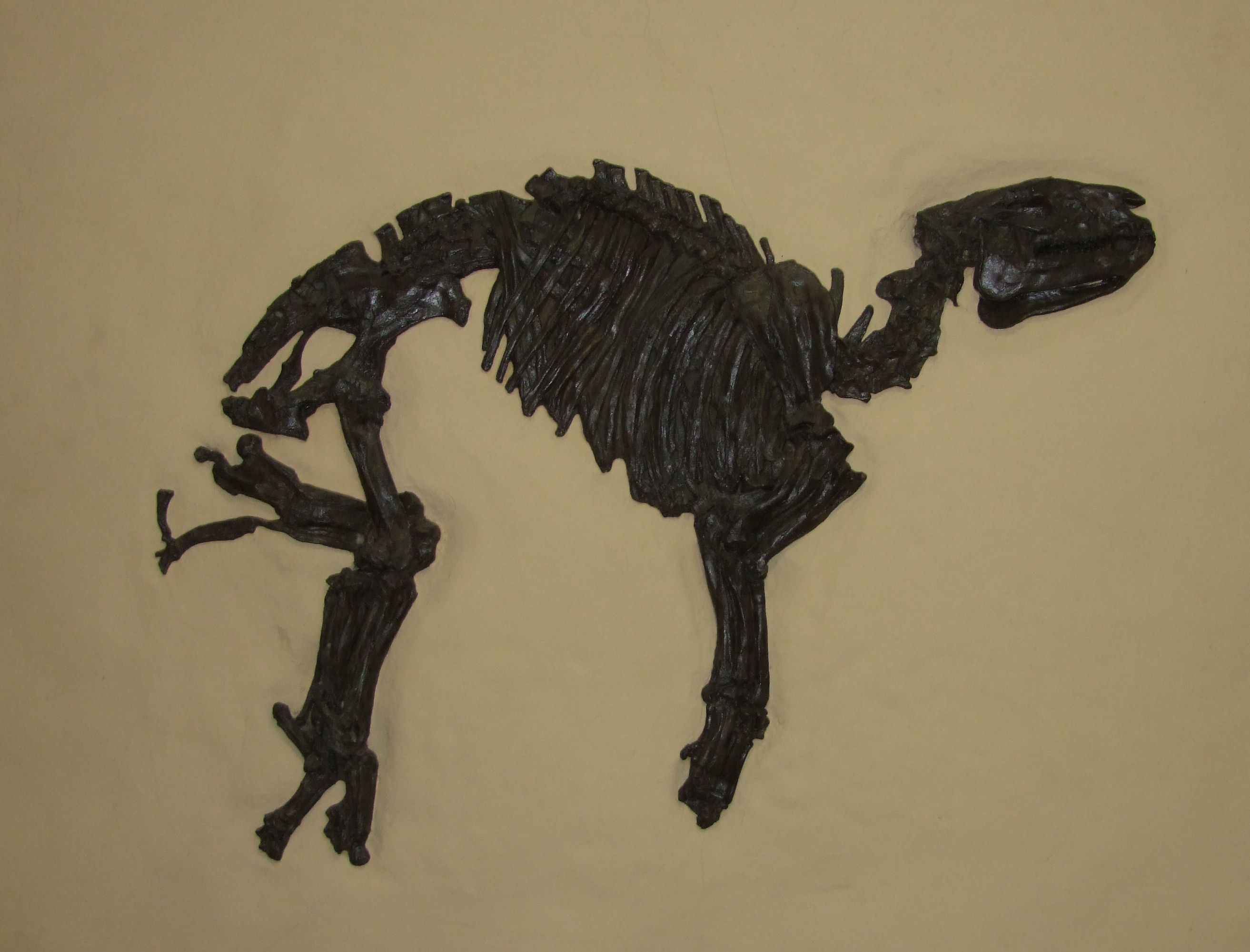
Uno dei primi tapiri, Hyrachyus minimus dell'Eocene medio, rinvenuto nel Pozzo di Messel.

Rispetto ad altri mammiferi, i tapiri costituiscono un ramo relativamente molto antico. Un possibile antenato di creature simili ai tapiri potrebbe essere il genere Hyrachyus dell'Eocene inferiore e medio. Uno scheletro completo, risalente a circa 44 milioni di anni fa, è stato rinvenuto nel Pozzo di Messel, ma ne sono stati trovati resti fossili sia in Europa che in America settentrionale. A causa della sua struttura scheletrica molto particolare, questo genere viene considerato da alcuni esperti come forma basale sia della superfamiglia Tapiroidea che della superfamiglia Rhinocerotoidea. Sono invece da considerare forme basali di Tapiroidea alcune famiglie come i Deperetellidi (Deperetellidae), con generi quali Deperetella, Teleolophus e Irenolophus, o gli Elaletidi (Helaletidae), ai quali vengono assegnati, tra gli altri, i generi Heptodon, Helaletes e Colodon. Alcuni esperti considerano il Colodon dell'Eocene superiore già un rappresentante della famiglia dei Tapiridi, ai quali potrebbe appartenere anche il Thuliadanta, descritto per la prima volta nel 2005 a partire da resti provenienti dal nord del Canada. I fossili più antichi chiaramente appartenenti alla famiglia dei Tapiridi (Tapiridae) risalgono all'Oligocene inferiore dell'Europa e hanno più di 30 milioni di anni. Generalmente vengono assegnati al genere Protapirus e comparvero in concomitanza con l'evento denominato «Grande Coupure», una fase di estinzione causata da cambiamenti climatici che provocarono un grande scambio faunistico. Protapirus, come altre antiche forme eurasiatiche, quali Paratapirus ed Eotapirus, era caratterizzato da premolari appena molarizzati e arti significativamente più sottili, e forse aveva già una breve proboscide. In America settentrionale, rappresentanti indubbiamente attribuibili alla famiglia dei Tapiridi comparvero per la prima volta nell'Oligocene superiore e vengono anch'essi assegnati a Protapirus. In questo continente, inoltre, si svilupparono anche altre forme come Miotapirus e Nexuotapirus.

### Miocene

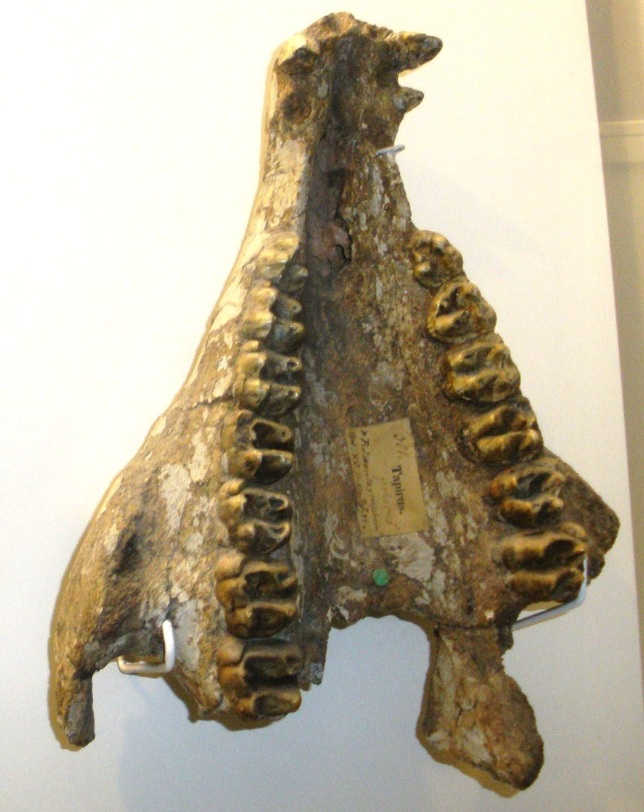
Mascella superiore di Tapirus priscus.

Il genere Tapirus comparve per la prima volta in Europa nel Miocene medio, 14 milioni di anni fa. Il suo antenato diretto è sconosciuto, ma potrebbe essere Protapirus. Tuttavia, dal momento che non conosciamo forme fossili del Miocene inferiore vissute nell'Eurasia occidentale, è evidente che questo genere sia giunto qui dall'Asia. Questo periodo caratterizzato dall'assenza di fossili di tapiro è noto in paleontologia come tapir vacuum e corrisponde ad un'epoca di clima mite compresa tra 18 e 14 milioni di anni fa. I fossili oligocenici più antichi che talvolta vengono attribuiti a Tapirus sono, al contrario, estremamente discutibili. In Europa si svilupparono numerose forme, delle quali la più antica è T. telleri e le meglio rappresentate T. antiquus e T. priscus. A queste si aggiunse, alla fine del Miocene, sette milioni di anni fa, la forma di medie dimensioni T. arvernensis. Questo tapiro è un rappresentante regolare, seppur numericamente raro, delle comunità faunistiche europee dell'epoca; uno scheletro completo, risalente però al Pliocene, è stato rinvenuto nel Camp dels Ninots, in Spagna. Nel Miocene superiore e nel periodo di transizione verso il Pliocene, dall'Eurasia occidentale scomparvero tutte le specie di piccoli tapiri, che furono sostituite da forme medio-grandi. Prima di allora, alcune specie erano già scomparse durante la «crisi del Vallesiano medio», un periodo di clima freddo che portò ad una significativa stagionalizzazione del clima.
Nell'Asia orientale e sud-orientale, il genere Tapirus è rilevabile solo a partire dal Miocene superiore, 9,5 milioni di anni fa, ma divenne ampiamente presente nel Pliocene e nel Pleistocene. Il suo rappresentante più antico è T. yunnanensis. Tuttavia, gli studiosi ipotizzano che il genere abbia avuto origine in questa regione, dato che qui comparve durante il tapir vacuum il genere Plesiotapirus, che a volte è considerato solo come un ramo laterale. In America settentrionale, Tapirus fece la sua comparsa nel Miocene medio, 11 milioni di anni fa, più o meno come in Europa, anche qui dopo il tapir vacuum. Una delle prime specie americane fu T. johnsoni. I resti fossilizzati di esemplari appartenenti a questa specie che rimasero uccisi durante una catastrofica eruzione vulcanica sono stati rinvenuti nella Ash Hollow Formation nelle Grandi Pianure del Nebraska. Il suo principale centro di distribuzione, tuttavia, era la parte meridionale del continente, dalla California alla Florida. Altre specie importanti furono T. webbi e T. simpsoni. Alla fine del Miocene comparve la specie particolarmente piccola T. polkensis.

### Pliocene e Pleistocene

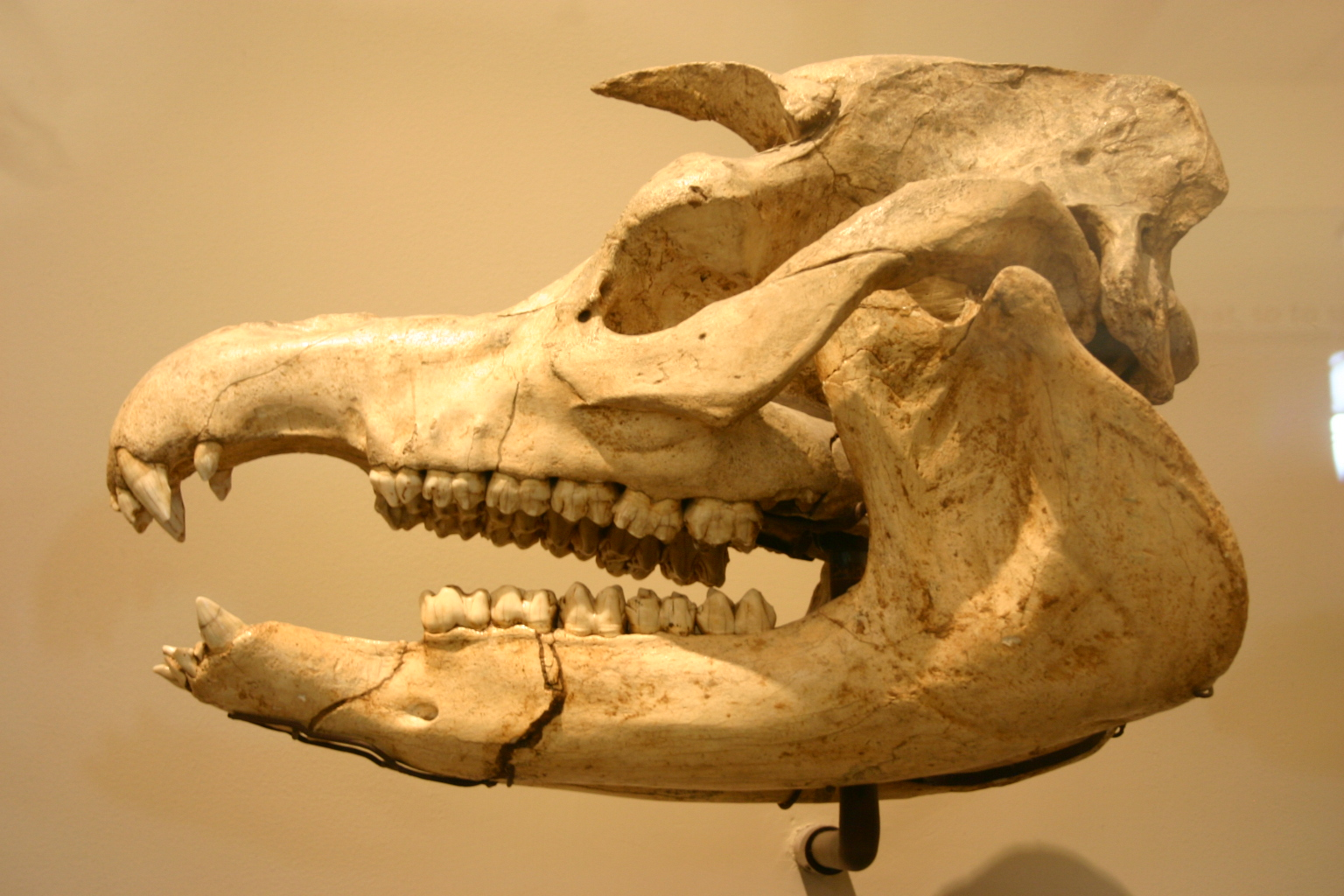
Cranio di Tapirus augustus.

In Europa i tapiri scomparvero nuovamente alla fine del Pliocene, 2,7 milioni di anni fa, probabilmente in seguito al raffreddamento del clima e alle forti fluttuazioni stagionali che portarono alla diffusione di ambienti aperti. In Asia orientale e sud-orientale, tuttavia, questi animali sopravvissero e la prima forma del Miocene, T. yunnanensis, dette origine a diverse linee evolutive. Da T. peii, attraverso la forma intermedia T. sinensis, ebbe origine il più grande tapiro mai esistito, T. augustus, noto anche come Megatapirus, un animale delle dimensioni di un cavallo. Nello stesso periodo, un'altra linea evolutiva portò da T. sanyuanensis a T. indicus (il tapiro dalla gualdrappa). Sebbene la maggior parte di queste specie, a parte il tapiro dalla gualdrappa, vissero durante il Pleistocene inferiore e medio, T. augustus sopravvisse fino al Pleistocene superiore ed era probabilmente ancora presente all'inizio dell'Olocene
In America settentrionale il piccolo T. polkensis sopravvisse ancora per tutto il Pliocene. Durante il Pleistocene inferiore erano ampiamente diffusi T. haysii e T. lundaliusi, entrambi sostituiti successivamente da T. veroensis. Molto probabilmente questa specie di tapiro era ancora presente in America settentrionale quando vi giunsero i primi esseri umani, ma si estinse poco dopo. I tapiri raggiunsero l'America meridionale, il fulcro della loro attuale area di distribuzione, relativamente tardi, nel corso del grande scambio americano, a seguito della formazione dell'istmo di Panama; i fossili più antichi rinvenuti nel continente risalgono a circa 2,5 milioni di anni fa. Le specie fossili sudamericane sono rappresentate da T. rondoniensis, T. rioplatensis, T. oliverasi, T. tarijensis, T. cristatellus e T. mesopotamicus. Tutte queste forme sono monofileticamente imparentate e discendono pertanto da un'unica forma ancestrale. Di conseguenza, sono molto più imparentate con il tapiro sudamericano e con quello dei monti che con il tapiro di Baird.
I tapiri erano e sono tipicamente abitatori delle fitte foreste. Pertanto, l'espansione delle grandi praterie nel corso del Neogene non fu loro favorevole. Della famiglia un tempo ricca di specie, solo le quattro oggi presenti sono sopravvissute; l'ultimo grande evento di estinzione, noto come estinzione del Quaternario, interessò anche alcune forme di tapiro.

## Tassonomia

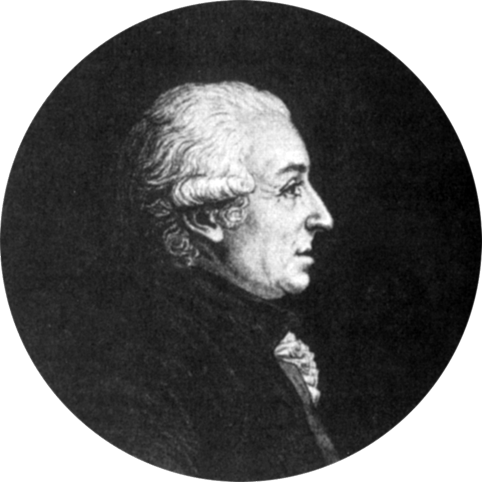
Mathurin-Jacques Brisson.

La parola tapiro deriva dalla lingua dei Tupí del Brasile, che chiamavano quest'animale Tapira-caaivara, traducibile grossomodo come «bue della boscaglia», un nome che si riferisce sia al suo aspetto fisico che al suo stile di vita riservato. Il termine danta o anta, con cui questo animale viene spesso indicato, soprattutto in America meridionale, è un prestito dalla lingua spagnola e originariamente si riferiva all'alce. Nel Sud-est asiatico il tapiro viene chiamato badak im malese e som-set in thailandese.
Linneo, nella sua opera Systema Naturae del 1758, considerò il tapiro una specie di ippopotamo, a causa del suo aspetto fisico, e battezzò il tapiro sudamericano, l'unica specie di tapiro conosciuta in Europa all'epoca, Hippopotamus terrestris. Il naturalista francese Mathurin-Jacques Brisson introdusse per la prima volta il termine «tapiro» (le tapir) in lingua francese nella sua opera Regnum animale. Lo zoologo danese Morten Thrane Brünnich utilizzò per primo il nome generico Tapirus, valido ancora oggi, e per molto tempo fu l'unico a dare una corretta descrizione del genere. Brünnich utilizzò per la prima volta questo termine, derivato dal tapir di Brisson, nel 1772. Il paleontologo britannico Arthur Tindell Hopwood, nel 1947, propose Brisson come primo descrittore del genere, provocando numerose discussioni tra gli esperti del settore, in quanto all'epoca la maggior parte degli studiosi considerava Brünnich come descrittore originale. Nel 1998, tuttavia, una riunione plenaria della ICZN decise di indicare Brisson come primo descrittore del genere, visione oggi ampiamente accettata.

## Rapporti con l'uomo

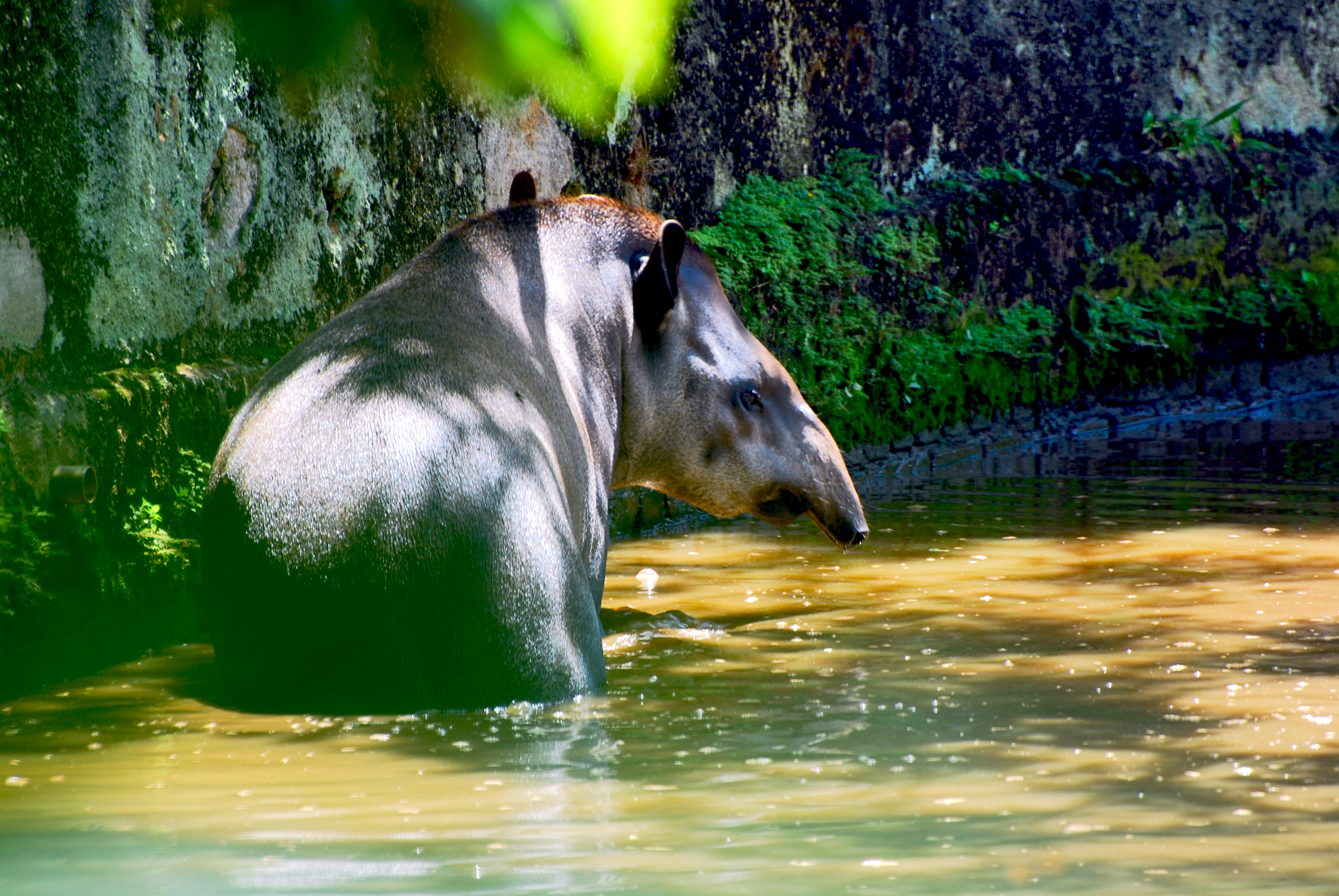
Un tapiro in uno zoo.

In alcune regioni i tapiri vengono cacciati per la loro carne e la loro pelle, ma vi sono anche tribù indigene che non danno loro la caccia per motivi religiosi. Al giorno d'oggi non è tanto la caccia, quanto la distruzione dell'habitat, la causa principale del declino delle quattro specie attuali, soprattutto la rapida scomparsa delle foreste tropicali provocata dall'industria del legname e dall'agricoltura taglia e brucia. A ciò si aggiunge la crescente concorrenza per le risorse alimentari con i grandi animali allevati dall'uomo.
La IUCN elenca tre delle quattro specie, il tapiro dei monti, il tapiro di Baird e il tapiro dalla gualdrappa, come in pericolo di estinzione (Endangered) e il tapiro sudamericano come vulnerabile (Vulnerable). L'entità della popolazione del tapiro sudamericano è sconosciuta, la popolazione del tapiro dei monti comprende circa 2500 esemplari e quella del tapiro di Baird dirca 5500 individui. Particolarmente critica è la situazione del tapiro dalla gualdrappa, del quale rimangono appena tra 1500 e 2000 esemplari. Sono tuttora all'opera numerosi programmi di conservazione coordinati dal Tapir Specialist Group della IUCN. Oltre a monitorare questi animali all'interno dei parchi nazionali e in altre aree protette, talvolta con l'aiuto di trappole fotografiche, tali progetti prevedono anche il trasferimento di popolazioni a rischio di estinzione.
I tapiri, specialmente quelli appartenenti alla specie sudamericana, sono ospiti comuni degli zoo. In alcune regioni dell'America meridionale vengono tenuti anche come animali domestici.